# Tiberguent
Tiberguent (em árabe: تيبرقنت) é uma cidade e comuna localizada na província de Mila, Argélia. Segundo o censo de 2008, a população total da cidade era de 9 282 habitantes.